# Antenòrides
Els Antenòrides (grec antic: Ἀντηνορίδαι Antēnorídai, patronímic d'Antènor) eren els descendents de l'heroi troià Antènor. A Cirene, on es deia que Antènor es va establir després de la destrucció de Troia, els considerats antenòrides gaudien d'honors especials. Estrabó cita una obra perduda de Sòfocles anomenada Els Antenòrides (Ἀντηνοριδαι), on és possible que fos explicada la història de la família després de la Guerra de Troia.